# Дощові ліси Лусону
Дощові ліси Лусону (ідентифікатор WWF: IM0123) — індомалайський екорегіон тропічних та субтропічних вологих широколистяних лісів, розташований на півночі Філіппін. Він вирізняється високим біорізноманіттям та рівнем ендемізму.

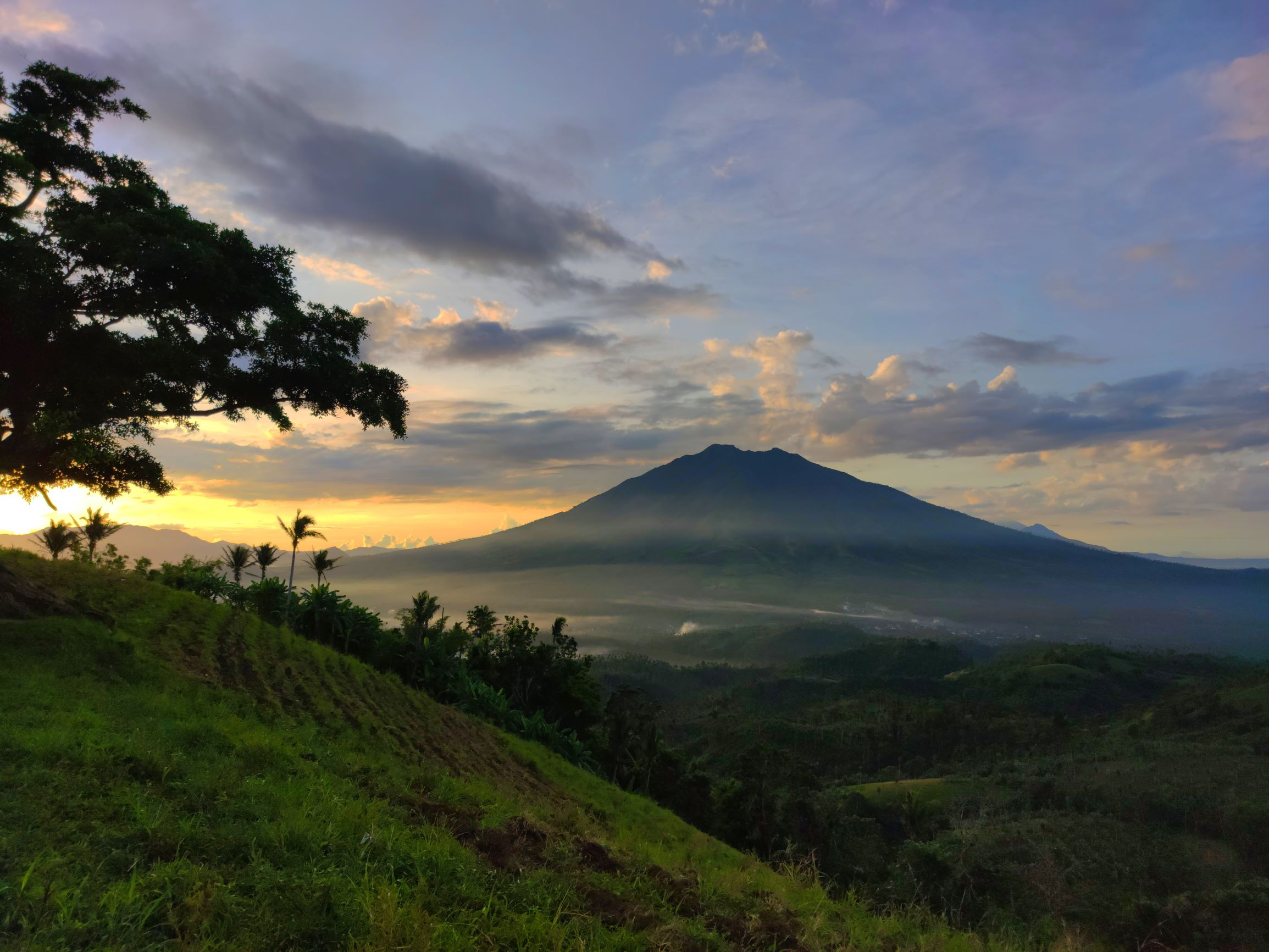
Вид на вулкан Ісарог

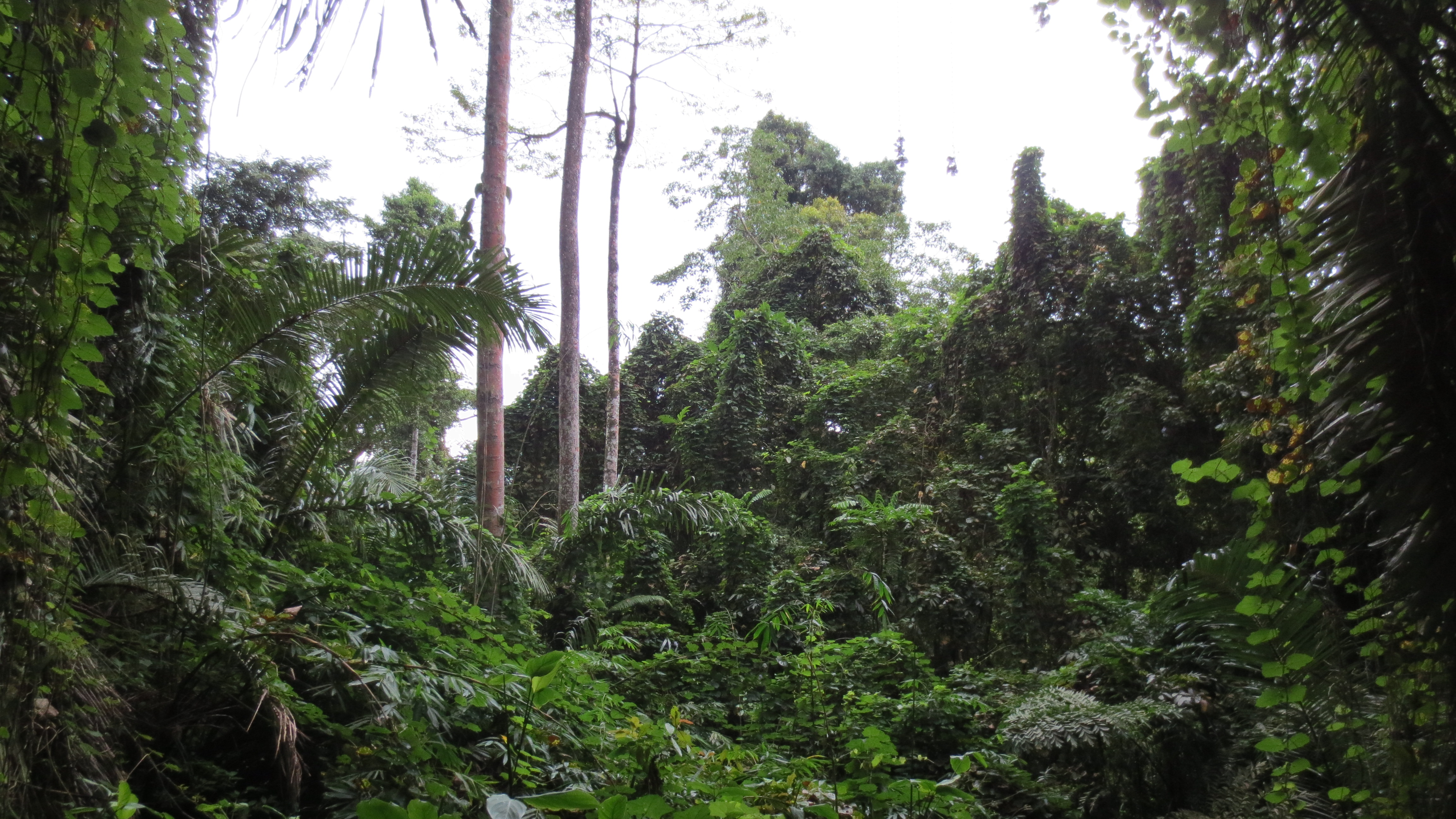
Дощові ліси на горі Макілінг

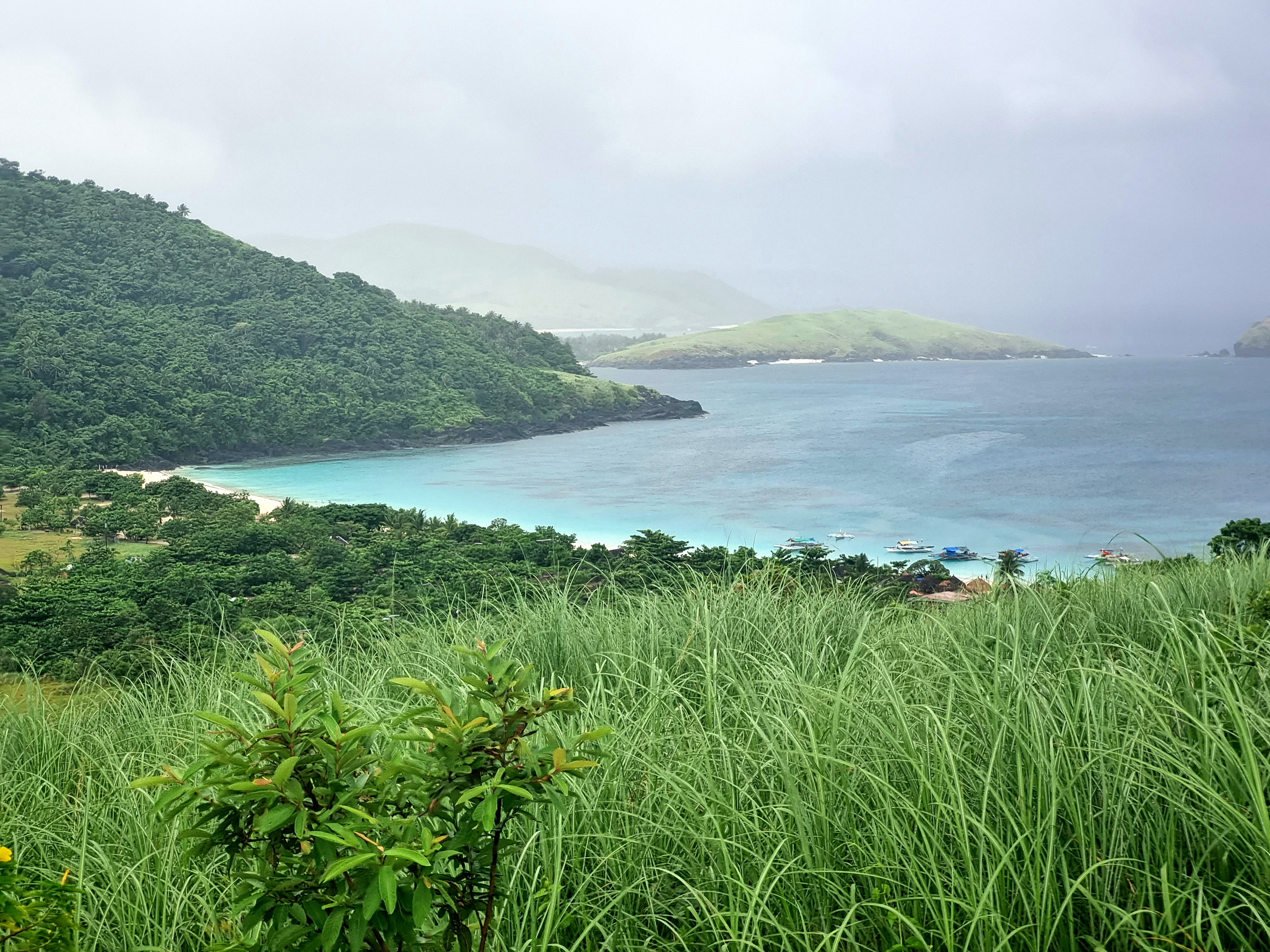
Узбережжя острова Калагуас

## Географія
Екорегіон дощових лісів Лусону охоплює більшу частину острова Лусон, розташованого на півночі Філіппінського архіпелагу. Крім того, він включає низку сусідніх островів, зокрема острови Бабуян і Батан, розташовані в Лусонській протоці на північ від Лусона, острів Маріндук, розташований на південному заході, та острови Полілло, Калагуас і Катандуанес, розташовані на сході.
Острів Лусон є найбільшим островом Філіппінського архіпелагу. Він розташований у західній частині Тихого океану, між Південнокитайським морем на заході та Філіппінським морем на сході. У північній, найширшій частині острова з півночі на південь простягаються два паралельні гірські масиви — Центральна Кордильєра на заході та Сьєрра-Мадре на сході, які на півдні поєднуються, утворюючи гори Карабальо. Між цими горами лежить широка та родюча долина річки Кагаян, захищена від тайфунів. В центральній частині Лусону розташована широка Центрально-Лусонська рівнина, а на заході острова — гори Замбалес. В південній частині Лусону розташоване озеро Бай, найбільше озеро Філіппін, озеро Тааль, яке утворилося у велетенській кальдері однойменного вулкана, а також кілька поодиноких вулканів. На півострові Бікол, розташованому на південному сході Лусону, також зустрічається багато вулканів.
Високогір'я Центральної Кордильєри, Сьєрра-Мадре та гір Замбалес, розташовані на висоті понад 1000 м над рівнем моря, виділяють у окремі екорегіони гірських дощових лісів Лусону та тропічних соснових лісів Лусону. Однак ізольовані вулканічні вершини висотою понад 1000 м, розташовані на півдні і південному сході острова, такі як гори Макілінг, Банахао, Ісарог, Майон та Булусан, є частиною екорегіону дощових лісів Лусону.
Дуже складна геологічна історія Філіппін та острова Лусон мала величезний вплив на природу цих островів. Вулканічний острів Лусон є частиною Філіппінського рухомого поясу, розташованого на межі кількох літосферних плит. Він утворився близько 27 мільйонів років тому, коли приблизно десять менших вулканічних островів об'єдналися у один великий. Тектонічна активність в регіоні є високою. Тут розташований вулкан Майон — найактивніший вулкан Філіппін, який востаннє вивергався в лютому 2024 року, а також багато інших вулканів.
Таким чином, Лусон ніколи не був пов'язаний з материковою Азією. Навіть під час плейстоцену, коли рівень Світового океану був на 120 м нижчим, ніж зараз, Великий Лусон сполучався сухопутними мостами з сусідніми островами Полілло, Маріндук та Катандуанес, однак не поєднувався з іншими островами Філіппін чи іншими частинами Південно-Східної Азії. Тривала ізоляція Лусону призвела до формування його унікальної флори і фауни, що включає багато ендемічних видів.

## Клімат
На більшій частині екорегіону переважає мусонний клімат (Am за класифікацією кліматів Кеппена), на сході регіону — екваторіальний клімат (Af за класифікацією Кеппена), а у деяких частинах Кагаянської долини та Центрально-Лусонської рівнини — саванний клімат (Aw за класифікацією Кеппена). В низинах Лусону середня температура становить приблизно 25-28 °C і залишається стабільною протягом всього року, однак зі збільшенням висоти середня температура падає. Середньорічна кількість опадів в екорегіоні становить приблизно 2100 мм. Їх розподіл протягом року різниться в межах регіону. На південному заході Лусону та на острові Маріндук опади випадають рівномірно протягом всього року. У долині Кагаяну та на сході півострова Батаан спостерігається слабо виражений сухий сезон з листопада по квітень. На південному сході Лусону та на островах Полілло і Катандуанес сухого сезону немає, однак з травня по січень спостерігається підвищення кількості опадів. На північному заході Лусону спостерігаються два сезони — вологий з травня по жовтень та сухий з листопада по квітень. 

## Флора
Рослинний покрив екорегіону представлений дощовими лісами, в яких переважають представники родини діптерокарпових (Dipterocarpaceae), зокрема різні види анісоптер (Anisoptera spp.), діптерокарпусів (Dipterocarpus spp.), хопей (Hopea spp.), шорей (Shorea spp.), парашорей (Parashorea spp.) та ватік (Vatica spp.). Ці масивні дерева досягають 1-2 м в діаметрі та до 60 м заввишки і характеризуються широкими дошкоподібними коренями. Також в лісах Лусону поширені різні види фікусів (Ficus spp.) та представників родин Аннонові (Annonaceae), Бомбаксові (Bombacaceae), Мелієві (Meliaceae), Ризофорові (Rhizophoraceae) і Марантові (Marantaceae). 
Висота лісового намету у зрілих рівнинних лісах Лусону, як правило, нерівномірна. Під деревами розвинений густий трав'яний ярус, а на великих гілках ростуть епіфітні папороті та орхідеї. Дерева в лісах часто оповиті ліанами, а на порушених ділянках поширені зарості ротангових пальм (Calamus spp.). Також в підліску лусонських лісів зустрічається п'ять видів рафлезій (Rafflesia spp.), з яких чотири види є ендеміками острова. Ці повністю позбавлені листя кореневі паразити мають велетенські квітки діаметром більше півметра, які пахнуть падлом та приваблюють мух-запилювачів. Насіння рафлезій також поширюють деякі види мишей та пацюків.
Окрім рівнинних дощових лісів, в екорегіоні також зустрічаються мангрові зарості та прибережні ліси, основу яких складають хвощелисті казуарини (Casuarina equisetifolia) та різні види баррингтоній (Barringtonia spp.). Крім того, на рівнинах Лусону раніше зустрічалися луки, про що свідчить присутність у фауні острова деяких лучних тварин. Наразі луки острова знищені, як і більшість лісів регіону.

## Фауна
Серед поширених в екорегіоні ссавців слід відзначити філіппінського замбара (Rusa marianna), філіппінську свиню (Sus philippensis), азійського мусанга (Paradoxurus hermaphroditus), малайську віверу (Viverra tangalunga), філіппінського макаку-крабоїда (Macaca fascicularis philippensis), філіппінського лісового пацюка (Rattus everetti), гривастого ацеродона (Acerodon jubatus), одного з найбільших криланів світу, а також майже ендемічного лусонського крилана (Otopteropus cartilagonodus) та багатьох інших кажанів та криланів. 
Іншими майже ендемічними представниками екорегіону є аурорські філіппомиші (Apomys aurorae), ірідські філіппомиші (Apomys iridensis), гірські філіппомиші (Apomys sierrae), замбальські філіппомиші (Apomys zambalensis), довгоносі філіппомиші (Apomys sacobianus), дрібнозубі філіппомиші (Apomys microdon), лусонські філіппощури (Bullimus luzonicus), лусонські короткоморді пацюки (Tryphomys adustus), північнолусонські велетенські щури (Phloeomys pallidus), лусонські широкозубки (Abditomys latidens), лусонські риючі пацюки (Crunomys fallax), які поширені переважно у високогір'ях Лусону, а також міндорські смугасті пацюки (Chrotomys mindorensis), малі філіппомиші (Apomys musculus) і лусонські білозубки (Crocidura grayi), які окрім Лусону, зустрічаються й на сусідніх островах.
Ендеміками регіону є південні велетенські щури (Phloeomys cumingi). Важливими центрами ендемізму в екорегіоні є ізольовані вулкани Банахао та Ісарог. На схилах Банахао живуть ендемічні банахайські деревомишки (Musseromys gulantang), {банахайські філіппомиші (Apomys banahao), велетенські філіппомиші (Apomys magnus) та гірські риючі пацюки (Rhynchomys banahao) а на горі Ісарог — ісарозькі смугасті пацюки (Chrotomys gonzalesi), ісарозькі риючі пацюки (Rhynchomys isarogensis), ісарозькі землерийкомиші (Archboldomys luzonensis) та ісарозькі хутрохвости (Batomys uragon). Загалом близько 70 % всіх нелітаючих ссавців є ендеміками екорегіону.
Орнітофауна екорегіону вирізняється високим різноманіттям та рівнем ендемізму. Серед ендемічних або майже ендемічних птахів, поширених в екорегіоні, слід відзначити лусонського голуба (Gallicolumba luzonica), лусонського тілопо (Ptilinopus marchei), жовтогрудого тілопо (Ptilinopus merrilli), лусонську левінію (Lewinia mirifica), філіппінську триперстку (Turnix ocellatus), лусонську малкогу (Dasylophus cumingi), червоночубу малкогу (Dasylophus superciliosus), рудого коукала (Centropus unirufus), лусонського дзьобака (Chrysocolaptes haematribon), філіппінську торомбу (Mulleripicus funebris), лусонського калао (Penelopides manillae), зеленого папугу-віхтьохвоста (Prioniturus luconensis), лусонського папугу-віхтьохвоста (Prioniturus montanus), філіппінського пугача (Bubo philippensis), філіппінську сплюшку (Otus megalotis), лусонську сплюшку (Otus longicornis), ріукійську сплюшку (Otus elegans), чорноволу сіпараю (Aethopyga flagrans), філіппінського шикачика (Edolisoma coerulescens), лусонську очеретянку (Horornis seebohmi), синьогорлу нільтаву (Cyornis herioti), ультрамаринову нільтаву (Cyornis camarinensis), лусонську мухоловку (Ficedula disposita), філіппінську горихвістку (Phoenicurus bicolor), лусонську джунглівницю (Vauriella insignis), білоброву шаму (Copsychus luzoniensis), синьоголову віялохвістку (Rhipidura cyaniceps), лусонську піту (Erythropitta kochi), лусонську робсонію (Robsonius rabori), бурштинову робсонію (Robsonius thompsoni), темнодзьобу робсонію (Robsonius sorsogonensis), гірського куцокрила (Locustella seebohmi), довгохвостого куцокрила (Locustella caudata), лусонського кравчика (Orthotomus derbianus), зеленоспинного кравчика (Orthotomus chloronotus), смугастого квічаля (Geokichla cinerea), лусонського баблера (Sterrhoptilus dennistouni), калабарсонського баблера (Sterrhoptilus affinis), низинного окулярника (Zosterops meyeni), смугасту тимелію-темнодзьоба (Zosterornis striatus), рудощоку тимелію-темнодзьоба (Zosterornis whiteheadi), північного свистуна (Pachycephala albiventris), північного філіпінника (Rhabdornis grandis), лусонську вивільгу (Oriolus albiloris), батанську вивільгу (Oriolus isabellae) та лусонського папужника (Erythrura viridifacies).
Серед інших птахів, поширених на Лусоні, слід також відзначити лусонського пінона (Phapitreron leucotis), лусонського папугу-червонодзьоба (Tanygnathus lucionensis) та дуже рідкісну філіппінську гарпію (Pithecophaga jefferyi). Ці рідкісні хижі птахи, одні з найбільших у світі, перебувають на межі зникнення, оскільки більшість рівнинних дощових лісів Філіппін знищені. Спроби розведення гарпій у неволі, на жаль, виявились невдалими. За оцінками, у дикій природі мешкає менше 700 філіппінських гарпій, з яких на Лусоні мешкає близько 80 птахів.
Близько 70 % всіх плазунів регіону є ендеміками. Серед представників герпетофауни екорегіону слід відзначити філіппінського крокодила (Crocodylus mindorensis), найрідкіснішого крокодила світу. Одні з останніх популяцій цих тварин збереглися на півночі Лусону.

## Збереження
Більшість лісів регіону були знищені за останні століття. Особливо постраждали ліси у долинах острова, які були масово вирубані та перетворені на рисові поля та інші сільськогосподарські угіддя. Тут розташовані найбільші міста Філіппін — Маніла, Кесон-Сіті та Калоокан. Основними загрозами для збереження природи регіону є вирубка лісів та полювання.
Оцінка 2017 року показала, що 9944 км², або 11 % екорегіону, є заповідними територіями. Природоохоронні території включають: Національний парк Аурора-Меморіал, Лісовий заповідник вододілу річки Бава, Природний парк вулкана Бусулан, Лісовий заповідник вододілу Катандуанеса, Маріндукський природний заповідник, Природний парк вулкана Майон, Національний парк гори Ісарог, Лісовий заповідник гори Макілінг, Природний парк півночі Сьєрра-Мадре, Пеньябланкський природний заповідник, Національний парк Кесон, Природний заповідник вулкана Тааль, Природний заповідник верхів'їв Марікіни та Лісовий заповідник вододілу Вангага.